# Tejeda y Segoyuela
Tejeda y Segoyuela è un comune spagnolo di 125 abitanti situato nella comunità autonoma di Castiglia e León.